# Joseph Bidez
Joseph Marie Auguste Bidez (Frameries, 9 april 1867 - Oostakker, 20 september 1945) was een Belgisch klassiek filoloog en historicus en hij was tevens hoogleraar aan de Universiteit Gent. Hij werd meermaals bekroond voor zijn onderzoeken over het hellenisme en de geschiedenis van de late oudheid.

## Leven
Bidez was de zoon van een arts. Nadat hij het Kleinseminarie van Bonne-Espérance volgde, studeerde hij filosofie en literatuurwetenschappen aan de Universiteit van Luik. Hij doctoreerde er in 1888. In 1891 werd hij er doctor in de rechten. Na een opleiding bij Hermann Diels in Berlijn behaalde hij het doctoraat in de klassieke filologie aan de Universiteit Gent.
Het daaropvolgende jaar werd Bidez docent in Gent, waar hij in Franz Cumont een geestesverwant vond. In 1902 werd hij er benoemd tot buitengewoon hoogleraar en in 1907 kreeg hij zijn benoeming tot gewoon hoogleraar. Hij doceerde er de vakken Griekse filologie en Geschiedenis der antieke wijsbegeerte tot in 1933, het jaar dat de universiteit totaal vernederlandst werd en Bidez noodgedwongen diende te stoppen met doceren.
Bidez gold als een van de meest eminente onderzoekers van het hellenisme en van de geschiedenis van de late oudheid, meer in het bijzonder die van de 3de en de 4de eeuw na Christus. Hij werd internationaal gewaardeerd en werd diverse malen bekroond voor zijn studies. Hij was doctor honoris causa aan de universiteiten van Athene, Brussel, Rijsel, Parijs en Utrecht.
Bidez werd voor zijn onderzoekswerk bekroond door de Académie Royale de Belgique. Hij werd er in 1913 corresponderend lid van, in 1919 effectief lid en in 1934 voorzitter.
Daarnaast was hij lid van het Institut de France, de British Academy en de academiën van Kopenhagen, Berlijn en Göteborg. Samen met Henri Pirenne richtte hij in 1919 de Union Académique Internationale op, waarvan hij voorzitter was van 1931 tot 1933.
Bidez was een schoonzoon van politicus en hoogleraar Remi De Ridder.

## Werken
Bidez publiceerde verschillende studies over Griekse historici:
- Ecclessiastical History, over de werken van Evagrios, Londen, 1898
- Kirchengeschichte, over de werken van Philostorgios, Leipzig, 1913
- Catalogue des manuscrits alchimiques grecs, over de werken van Psellos, Brussel, 1928
- Kirchengeschichte, over de werken van Sozomenos, Berlijn, 1960 (postuum; Bidez weigerde dit werk te publiceren na het uitbreken van de Eerste Wereldoorlog)

Bidez was een kenner van de Romeinse keizer Julianus. Hij publiceerde Julianus' brieven en redevoeringen:
- Epistulae, Parijs, 1922
- Lettres, Parijs, 1924
- Discours, Parijs, 1932

Bidez schreef ook enkele biografieën:
- Biographie d'Empédocle over Empedocles, Gent, 1894
- Vie de Porphyre over Porphyrius, Gent, 1913
- Vie de l'Empéreur Julien over Julianus, Parijs, 1930. Vertaald in het Duits (1940 en 1956) en in het Nederlands als Keizer Julianus: de ondergang van het antieke heidendom (s.d., [1958]). Dit wordt internationaal als zijn meesterwerk beschouwd en geldt tot op de dag van vandaag als het standaardwerk over het leven van Julianus.